# Karen Lord
Karen Lord (22 de mayo de 1968) es una escritora de ficción especulativa barbadense. 
Su primera novela, Redemption in Indigo (2010), reubica la historia  "Ansige Karamba the Glutton" del folklore senegalés y su segunda novela, El mejor de los mundos posibles (2013), es un ejemplo de ciencia ficción social. También escribe sobre la sociología de la religión.

## Biografía
Lord nació en Barbados. Asistió al Queen’s College en Bridgetown, se licenció en ciencias en la Universidad de Toronto y se doctoró en sociología de la religión en Bangor University (conferido en 2008, primer año en el que fue independiente de la Universidad de Gales).

## Novelas
Redemption in Indigo se publicó originalmente en 2010 por Small Beer Press, y posteriormente lo republicó en 2012 Quercus en su sello Jo Fletcher Books para títulos de ciencia ficción, fantasía y terror The New York Times dijo de ella: «una inteligente y exuberante mezcla de influencias caribeñas y senegalesas que equilibra una serie de fichas exageradamente divertidas con un drama serio», el Caribbean Review of Books comentó  la novela y dijo: «muy vivaz de principio a fin, con vívidas descripciones, héroes y villanos memorables y un ritmo enérgico, y Booklist la resumió diciendo "una de esas obras literarias de las que solo puedes decir que no cambiarías ni una coma».
The Best of All Possible Worlds lo publicaron Jo Fletcher Books/Quercus y Del Rey Books/Random House en 2013. Una reseña dice «una emotiva y meditada novela... uno de los libros que más he disfrutado en los últimos tiempos». mientas que Nalo Hopkinson escribió en Los Angeles Review of Books: «The Best of All Possible Worlds me recordó la brillante novela de Junot Díaz The Brief Wondrous Life of Oscar Wao. No en sentido estético, mientras Oscar Wao muestra la voz distintivamente dominicana y directa de Díaz, The Best of All Possible Worlds es un hermoso cambiaformas»
The Galaxy Game, que publicó el 6 de enero de 2015 Del Rey Books/Random House,  fue descrito en una reseña temprana como «un satisfactorio ejercicio de encontrarte a contrapié, una lección visceral de cómo caer hacia delante y acabar en un nuevo espacio emocionante». Publishers Weekly se refiere a ella como «una sutil novela de pensamiento profundo», mientras que el crítico de The Guardian dice que «la novela es una placentera exploración de varias sociedades, la política del poder y las relaciones entre razas, en la que las tramas discursivas engañan antes de unirse en un final satisfactorio».
Su relato "Hiraeth: A Tragedy in Four Acts" se publicó en la antología Reach for Infinity (2014).

## Premios
Redemption in Indigo ganó en 2008 el premio Frank Collymore Literary Endowment al mejor manuscrito inédito, en 2010 el premio Carl Brandon Society Parallax, en 2011 el premio Crawford, el Mythopoeic, y en 2012 el Kitschies Golden Tentacle a la mejor novela de autor novel.
Redemption in Indigo también fue nominada en 2011 al World Fantasy Award for Best Novel y Karen Lord al John W. Campbell Award al mejor escritor novel, así como al OCM Bocas Prize for Caribbean Literature.

## Entrevistas
- "Always a New World: A Conversation with Karen Lord" (entrevista, Clarkesworld Magazine, February 2013)
- "Conversations with Richard Fidler" (featuring Karen Lord) (entrevista radiofónica, ABC, Australia)
- "Karen Lord: Interview with Gavin Grant" (entrevista, BookPage, 2013)
- The Spaces Between the Words: Conversations with Writers (una serie de podcasts afiliados a las literaturas en la sección inglesa de The University of the West Indies, St Augustine Campus y The Caribbean Review of Books)
- Nalo Hopkinson and Karen Lord in Conversation (Locus Roundtable Podcast con Karen Burnham)
- Podcast Interview on Bibliophile Stalker (con Charles Tan)
- Interview with Chesya Burke en el blog de World SF, 29 de agosto de 2011
- In conversation with Karen Burnham (Locus Roundtable Podcast)
- Dual Reality: Extractos de una entrevista en el Locus Magazine, agosto de 2011
- Jeremy L. C. Jones, "Always a New World: A Conversation with Karen Lord", Clarkesworld Magazine, número 77, febrero de 2013.